# Heliga Himmelsfärdskyrkan, Horki
Heliga Himmelsfärdskyrkan (belarusiska: Свята-Ушэсцеўская царква/Svjata-Ušestsewskaja tsarkva) är en belarusisk-ortodox kyrkobyggnad belägen i den centrala delen av staden Horki, i Mahiljoŭs voblast, i östra Belarus.
Kyrkan är helgad åt Kristi himmelfärd.

## Historik
Heliga Himmelsfärdskyrkan i Horki började byggas i maj 1845 och invigdes den 26 november 1850 av ärkebiskop Anatolij av Mahiljoŭ.
1937 stängdes kyrkobyggnaden ner. Gudstjänsterna började återupptas igen fyra år senare.

## Kyrkan
Kyrkan är byggd i rysk stil, är korskupolformad och byggdes enligt ritningar av arkitekt Angelo Campioni.
Kyrkans längd är 27 m, höjden och bredden är 24 m. Klockotnet har sex klockor.

### Inventarier
- Inne i kyrkan finns en ikonostas gjord av trä.[1][2]
- På ikonostasen fanns en ikon av föreställande Jungfru Maria (Guds moder) som målades 1671.[1]

## Bilder

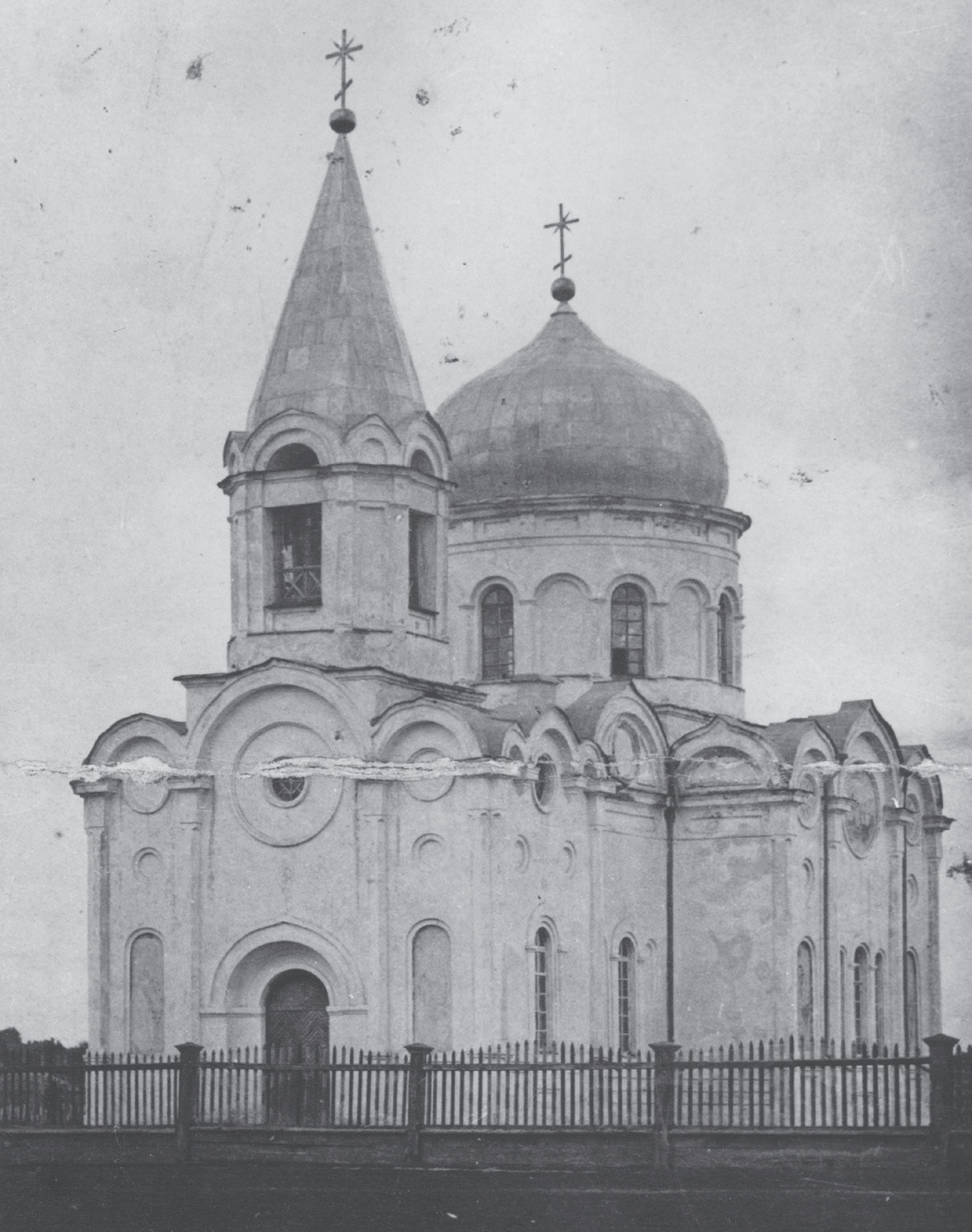
Heliga Himmelsfärdskyrkan före 1918.
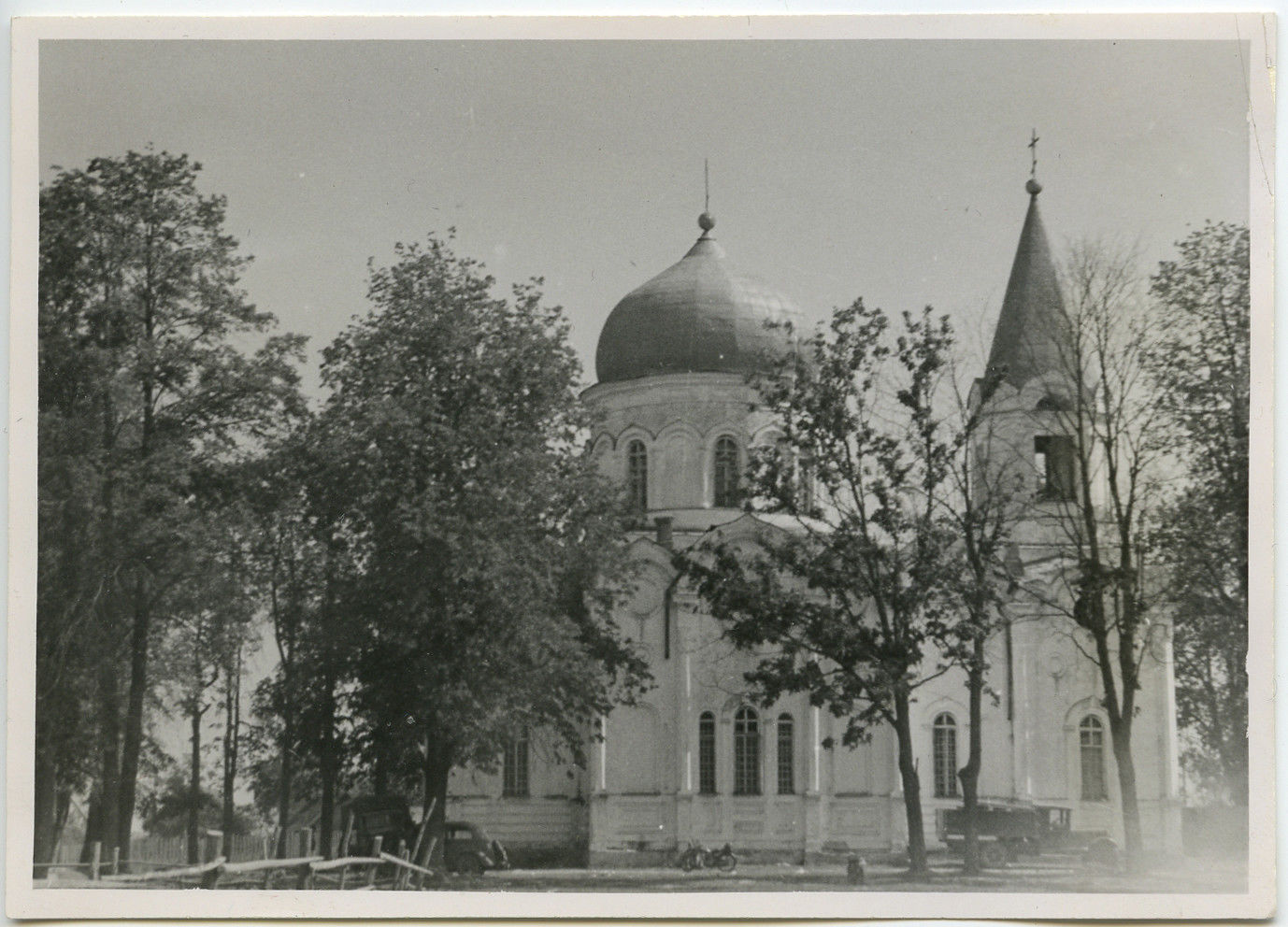
Kyrkan runt juli 1941.

### Allmänna källor
- Свята-Ушэсцеўская царква, Горкі - Архіварта — Партал спадчыны Беларусі (archivarta.by)
- Храм Ушэсця Гасподняга Горкі (hram.by)